# FV Biebrich 02
Der FV Biebrich 02 ist ein deutscher Fußballverein aus dem Stadtteil Biebrich der hessischen Landeshauptstadt Wiesbaden.

## Geschichte

### Anfänge
Gegründet wurde der Verein am 10. November 1902 als Biebricher FC 1902. Am 7. April 1913 wurde die Umbenennung in Biebricher FV 1902 vollzogen. Die Vereinsfarben sind blau-weiß, woraus sich die traditionelle blaue Sportkleidung entwickelt hat. Der dem Landesverband Hessen (Wiesbaden) angehörende Fußballverein stieg 1919 in die höchste Spielklasse auf, in die Kreisliga Hessen. Die Konkurrenten im Spieljahr 1919/20 waren: Germania Wiesbaden, SV Wiesbaden, Alemannia Griesheim, Höchst 01, Fvgg Kastel, Höchst 08, Kreuznach 02, 1. FSV Mainz 05 und die SG Egelsbach, die den Abstiegsplatz belegte. Die Klasse konnte bis in das Jahr 1923/24 gehalten werden. In dieser Runde spielte die Staffel unter dem Namen Bezirksliga Rheinhessen/Saar. Die Gegner des Biebricher FV 02 waren: Borussia Neunkirchen, SV Wiesbaden, TG Höchst, FC Idar, SV Trier 05, FV Saarbrücken und Alemannia Worms. Die Wormser stiegen mit den „Blauen“ ab und der Meister Neunkirchen zog in die Endrunde um die süddeutsche Meisterschaft ein. Im Raum Frankfurt spielte die Bezirksliga Main. 1935/36 und nochmals ab 1937 spielte der Verein in der damals zweitklassigen Fußball-Bezirksklasse Rheinhessen.
Die Spielstätten der 02er befinden sich auf dem Jürgen-Grabowski-Sportfeld.

### Nach dem Zweiten Weltkrieg
Durch langjährige ausgezeichnete Jugendarbeit gelang den „Blauen“ im Jahre 1957 mit dem Trainer Heinz Przybilla der Aufstieg in die 1. Amateurliga Hessen. Die ersten drei Jahre ging es um den Klassenerhalt, dann ging die Tendenz nach oben. In der Saison 1962 wurden die 02-Junioren hessischer Vizemeister und der FV entwickelte sich zu einem „Anziehungspunkt“ für Talente aus dem Amateurbereich. Die „Blauen“ belegten 1963 hinter dem VfB Gießen, SV Wiesbaden und dem TSV Heusenstamm den vierten Platz und konnten dies im Jahr 1964 wiederholen. Mit Gerd Klier und vor allem Jürgen Grabowski hatten sie überdurchschnittlich gute Spieler in ihren Reihen. Grabowski wurde am 15. Mai 1965 beim Länderspiel in Siegen in die Amateurnationalmannschaft berufen.
Im Sommer 1965 wechselten beide Talente in den Vertragsfußball, wobei insbesondere Jürgen Grabowski eine außerordentliche Karriere im deutschen Spitzenfußball bei Eintracht Frankfurt und der deutschen Nationalmannschaft folgen ließ. Die 02er konnten noch drei Jahre in der Hessen-Liga ihre Kräfte messen, am Ende der Runde 1967/68 stiegen sie aber ab. 1973/74 landete der FV Biebrich gar in der A-Klasse, woraus aber 1980 der Aufstieg in die Landesliga Mitte gelang. Seit dem Jahre 2003 gehören sie jetzt dieser Klasse wieder an, die ab der Saison 2008/09 die Bezeichnung Verbandsliga Hessen führt.

### Bekannte Spieler
- Tunay Acar
- Rufat Dadashov
- Thomas Ernst
- Jürgen Grabowski
- Anthony Jung
- Gerd Klier
- Devante Parker
- Shawn Parker
- David Roesler
- Giorgos Theodoridis

## Neben dem Spielfeld
In Biebrich, dem größten Stadtteil von Wiesbaden, leisten die „Blauen“ seit geraumer Zeit Integrationsarbeit im sozialen Brennpunkt, wo der Ausländeranteil hoch ist und die Probleme vielfältig sind.
Biebrich 02 stellt traditionell die größte Jugendabteilung aller Wiesbadener Vereine.